# Nils af Ström
Nils Rickard David af Ström, född 9 mars 1903 i Stockholm, död 7 januari 1971 i Oporto i Portugal, var en svensk målare.

## Biografi
Nils af Ström var son till ryttmästaren Oscar Adolf Rikard af Ström och Anna Hedvig Emilia Dietrichson och gift 1927–1931 med Ingrid Hägg. Han studerade vid Wilhelmsons målarskola 1923–1925 och vid Kungliga konsthögskolan 1928–1934 samt genom självstudier under ett stort antal resor i Europa. Separat ställde han ut ett flertal gånger på Konstnärshuset i Stockholm och i Portugal 1940 och 1958. Tillsammans med Henrique Ruivo ställde han ut på Galleri Latina i Stockholm 1965. Han medverkade i Galerie Modernes höstsalong i Stockholm 1929 och i Sveriges allmänna konstförenings vårsalonger på Liljevalchs konsthall. Han var ursprungligen en nordisk naturlyriker men efter sina resor i södra Europa ändrades hans konst till folklivsskildringar med motiv från krogar, gränder, dansande zigenerskor och gårdsmusikanter.